# 小行星9998
小行星9998，又称ISO星，位于小行星带。公转周期3.18年。该小行星由C. J. van Houten、I. van Houten-Groeneveld、T. Gehrels发行于1971年3月25日。该小行星被命名为ISO星，以纪念红外线太空天文台 (ISO)。
1. ↑  9998 ISO (1293 T-1) JPL Small-Body Database Browser

| 前一小行星： (9997)小行星9997 | 小行星列表 | 後一小行星： (9999)小行星9999 |